# Karl Chaffey
Karl Chaffey ist ein US-amerikanisch-kanadischer Schauspieler.

## Leben
Chaffey machte von 1981 bis 1984 seinen Doctor of Law an der Southwestern Law School und arbeitete danach jahrelang als Anwalt. Von 2016 bis 2018 lernte er das Schauspiel am Westlake Acting Studio bei Markus Flanagan. Er schloss 2019 eine Schauspielausbildung am The Actors' Lab in Santa Barbara ab. Von 2020 bis 2022 vertiefte er seine Schauspielkenntnisse am Ventura Actors Studio. Er spricht neben Englisch fließend Deutsch und gutes Französisch. Ab 2016 bis 2018 sammelte er Filmschauspielerfahrung als Darsteller in Kurzfilmen, wirkte zusätzlich auch als Nebendarsteller in der Spielfilmproduktion Nothing Like the Sun mit. 2020 stellte er in vier Episoden der Fernsehserie MegaHeroZ Cooking Academy die Rolle des Hugo Blitz dar. Im selben Jahr wirkte er außerdem in einer Episode der Fernsehserie To Tell the Truth mit. 2021 übernahm er im Kurzfilm Gone mit der Rolle des Tim sowie im Kurzfilm Shadow Farm als Bob King jeweils Hauptrollen in den Filmen. 2022 spielte er die Rolle des Frank Wolfe im Actionfilm  Top Gunner 2 – Danger Zone. Im selben Jahr stellte er die Rolle des Dr. Hopkins im Abenteuerfilm Interface dar.

## Filmografie (Auswahl)
- 2016: StrikeOut (Kurzfilm)
- 2018: The Event Planner (Kurzfilm)
- 2018: Nothing Like the Sun
- 2018: Love Knows No Borders (Kurzfilm)
- 2020: MegaHeroZ Cooking Academy (Fernsehserie, 4 Episoden)
- 2020: To Tell the Truth (Fernsehserie, Episode 5x07)
- 2021: Gone (Kurzfilm)
- 2021: Shadow Farm (Kurzfilm)
- 2022: The Embrace (El Encuentro) (Kurzfilm)
- 2022: I Met My Murderer Online (Fernsehserie, Episode 2x06)
- 2022: Top Gunner 2 – Danger Zone (Top Gunner: Danger Zone)
- 2022: Crush It
- 2022: Interface